# Il était une vieille femme
Il était une vieille femme (titre original : There was an Old Woman) est une nouvelle de science-fiction de Robert Silverberg.

## Publications
Entre 1958 et 2014, la nouvelle a été éditée à dix-huit reprises dans des recueils de nouvelles de Robert Silverberg ou des anthologies de science-fiction.

### Publications aux États-Unis
La nouvelle est parue en novembre 1958 sous le titre There was an Old Woman dans le magazine Infinity Science Fiction.
Elle a ensuite été régulièrement rééditée dans divers recueils de Robert Silverberg et diverses anthologies.

### Publications en France
La nouvelle est publiée en France :
- dans Signaux du silence : Robert Silverberg, éditions Casterman, août 1979  (ISBN 2-203-22628-5);
- dans l'anthologie Chute dans le réel, éditions Omnibus, janvier 1996 ;
- en 2002 dans le recueil Le Chemin de la nuit, avec une traduction d'Alain Dorémieux et de Pierre-Paul Durastanti, avec une nouvelle édition en livre de poche chez J'ai lu en 2004. Elle est donc l'une des 124 meilleures nouvelles de Silverberg sélectionnées pour l'ensemble de recueils Nouvelles au fil du temps, dont Le Chemin de la nuit est le premier tome.

### Publication en Allemagne
La nouvelle est parue en Allemagne en 1975 sous le titre Mutter ist die Beste !.

## Résumé
Donna Mitchell a eu 31 enfants. Femme décidée et indomptable, elle a fixé pour chacun de ses enfants le métier qu'il exercerait plus tard : l'un serait peintre, l'autre avocat, le suivant historien, etc. Le problème essentiel est qu'elle n'a jamais compris que ses enfants ne voulaient pas nécessairement suivre les chemins qu'elle avait tracés pour eux.
Ses enfants, à l'occasion d'une réunion familiale, se confient les uns les autres et découvrent qu'ils sont tous frustrés professionnellement et ne sont pas heureux dans leurs métiers respectifs. Tous ensemble, ils empoisonnent leur mère et l'enterrent au fond d'un bois. Se promettant de garder le secret, ils se partagent les biens de la vieille femme et se séparent avec la ferme intention de vivre chacun les vies qu'ils auront choisies.